# الشكاوي (سيدي عبد الخالق)
الشكاوي هي إحدى مشيخات المملكة المغربية، تتبع جغرافيا لإقليم برشيد وإداريًا لسيدي عبد الخالق. يقدر عدد سكانها بـ 3352 نسمة حسب الإحصاء الرسمي للسكان والسكنى لسنة 2004.